# Дунгуан (повіт)
Повіт Дунгуан (спрощ.: 东光县; кит. трад.: 東光縣; піньїнь: Dōngguāng Xiàn; літ.: 'eastern brightness') — повіт під юрисдикцією міста Цанчжоу рівня префектури на сході провінції Хебей Китайської Народної Республіки, що межує з провінцією Шаньдун на південному сході.
Його площа становить 710км2, а населення 350 000 чоловік. Через округ проходять Китайське національне шосе 105 і автострада G2 Пекін-Шанхай. 

## Адміністративний поділ
У підпорядкуванні повіту знаходиться 7 міст і 2 волості. 
Міста:
- Дунгуан (东光镇), Ляньчжень (连镇镇), Чжаован (找王镇), Циньцунь (秦村镇), Денмінсі (灯明寺镇), Наньсякоу (南霞口镇), Дадан (大单镇)

Волості:
- Лунванлі (龙王李乡), Юцяо (于桥乡)

## Клімат
| Клімат Дунгуан (1981−2010) | Клімат Дунгуан (1981−2010) | Клімат Дунгуан (1981−2010) | Клімат Дунгуан (1981−2010) | Клімат Дунгуан (1981−2010) | Клімат Дунгуан (1981−2010) | Клімат Дунгуан (1981−2010) | Клімат Дунгуан (1981−2010) | Клімат Дунгуан (1981−2010) | Клімат Дунгуан (1981−2010) | Клімат Дунгуан (1981−2010) | Клімат Дунгуан (1981−2010) | Клімат Дунгуан (1981−2010) | Клімат Дунгуан (1981−2010) |
| Показник                   | Січ.                       | Лют.                       | Бер.                       | Квіт.                      | Трав.                      | Черв.                      | Лип.                       | Серп.                      | Вер.                       | Жовт.                      | Лист.                      | Груд.                      |                            |
| Абсолютний максимум, °C    | 16,1                       | 22,2                       | 30,7                       | 32,2                       | 39,4                       | 40,8                       | 41,5                       | 36,5                       | 35,7                       | 31,1                       | 24,7                       | 17,7                       |                            |
| Середній максимум, °C      | 2,8                        | 6,7                        | 13,0                       | 21,3                       | 26,9                       | 31,5                       | 31,7                       | 30,3                       | 26,8                       | 20,7                       | 11,6                       | 4,5                        |                            |
| Середня температура, °C    | −3,1                       | 0,4                        | 6,6                        | 14,6                       | 20,6                       | 25,5                       | 26,9                       | 25,6                       | 20,9                       | 14,2                       | 5,5                        | −1                         |                            |
| Середній мінімум, °C       | −7,5                       | −4,5                       | 1,2                        | 8,6                        | 14,5                       | 19,6                       | 22,5                       | 21,4                       | 15,9                       | 9,0                        | 0,9                        | −5,2                       |                            |
| Абсолютний мінімум, °C     | −19,2                      | −16,7                      | −10,2                      | −1,5                       | 5,6                        | 10,1                       | 16,5                       | 13,4                       | 4,5                        | −4,4                       | −12,9                      | −21                        |                            |
| Норма опадів, мм           | 3.2                        | 5.8                        | 11.1                       | 20.9                       | 37.6                       | 71.3                       | 174.5                      | 113.6                      | 40.0                       | 29.4                       | 11.4                       | 3.6                        |                            |
| Вологість повітря, %       | 61                         | 56                         | 54                         | 54                         | 59                         | 61                         | 77                         | 80                         | 73                         | 67                         | 66                         | 64                         |                            |
| -------------------------- | -------------------------- | -------------------------- | -------------------------- | -------------------------- | -------------------------- | -------------------------- | -------------------------- | -------------------------- | -------------------------- | -------------------------- | -------------------------- | -------------------------- | -------------------------- |